# Fulufjellet nationalpark

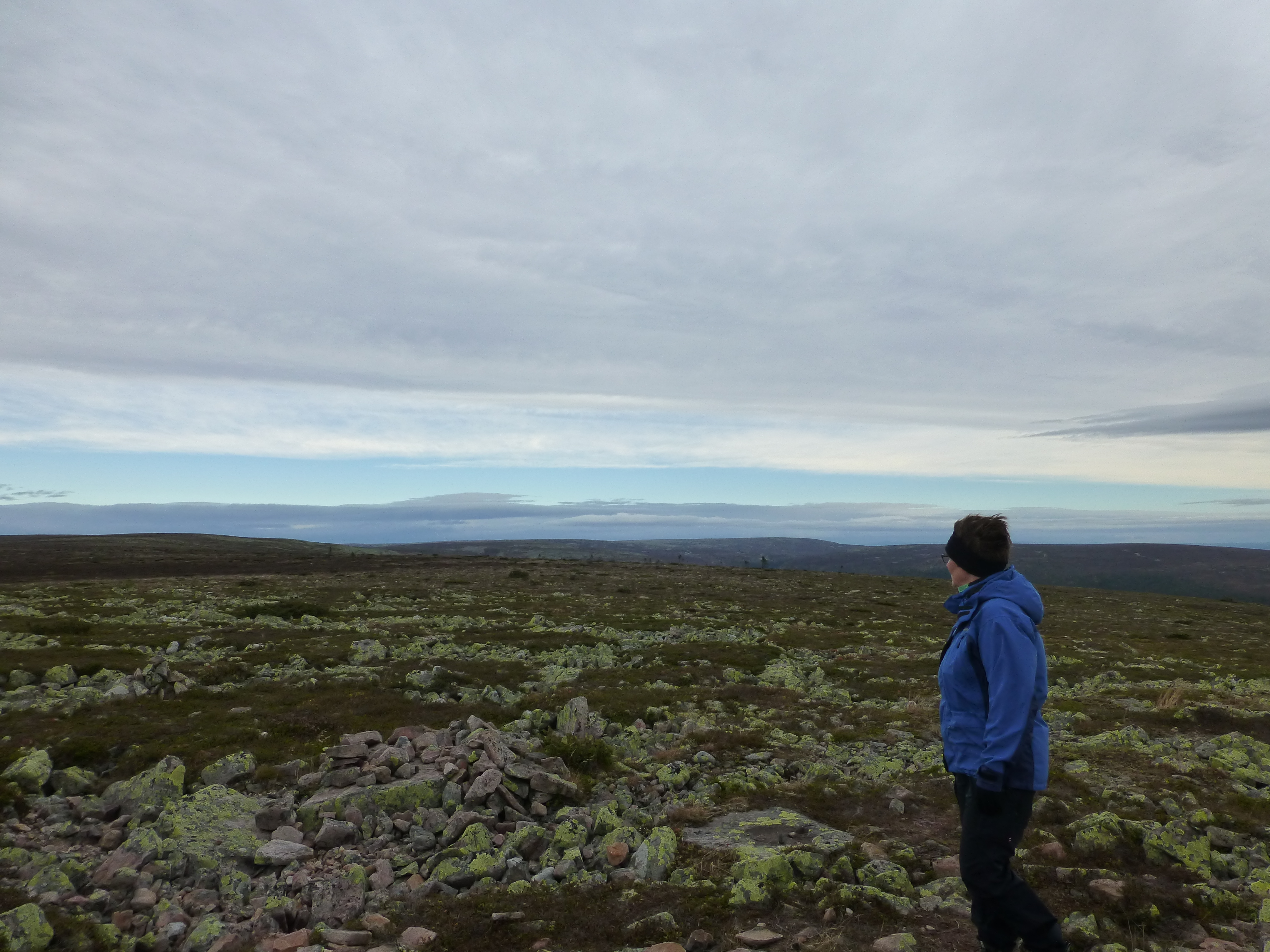
Södra fjällplatån, vid ett gränsröse mellan Norge och Sverige

Fulufjellet nationalpark (no. Fulufjellet nasjonalpark) är en nationalpark i Hedmark fylke i Norge. Den gränsar till Fulufjällets nationalpark i Dalarnas län i Sverige och utgör den norska delen av fjället Fulufjället. Nationalparken grundades 2012 och har en yta på 82,5 kvadratkilometer.